# 땡큐 (텔레비전 프로그램)

《땡큐》는 2013년 3월 1일부터 8월 9일까지 방송된 SBS의 전 예능 프로그램이었으며 진행자 차인표는 1998년 1월부터 메인 MC로 활동한 iTV 《3일간의 사랑》에서 같은 해 가을  그만둔 뒤 해당 프로그램으로 예능 MC 복귀를 했다.

## 참고 사항
2012년 12월 28일 당시 특집으로 방영되어 시청자의 호응도가 높자 정규 편성으로 전환하였으나 힐링캠프와 비슷한 콘셉트라는 지적을 사  시청률 부진을 면치 못하여  22회 만에 막을 내려 스타부부쇼 자기야가 2011년 6월  목요일 밤 11시 5분으로 옮겨간 뒤 이어진 SBS의 금요일 밤 11시 20분 징크스를 벗어나지 못했다.
특히, MBC가 2013년 3월 22일부터 나 혼자 산다를 금요일 밤 11시 20분에 신설하면서 SBS의 이 시간대 프로그램들은 <땡큐>를 비롯하여 대부분의 신설 프로그램들이 성적 부진을 면치 못했는데 이들 중 원래 수요일에 편성될 예정이었지만 출연진 중의 한 명이었던 김국진이 동시간대 MBC  황금어장 라디오스타  공동 사회자로 활동 중이라 불발된  불타는 청춘, 월요일이나 수요일에 정규 편성될 계획이었지만 메인 MC 신동엽이 타방송사 프로그램에 출연 중이었던 탓에 불발된 미운 우리 새끼는 다른 요일로 가서야 시청률이 상승할 수 있었으며 2018년 1월 5일 첫 회부터 금요일 밤 11시 20분에 방송됐다가 그 해 8월 29일부터 수요일로 옮긴 뒤 시청률 상승 중인 백종원의 골목식당 후속으로는 원래 수요일-목요일 정규 편성론이 있었으나 메인 MC 이경규가 JTBC 한끼줍쇼(수),  채널A 도시어부(목)에 출연 중이라 불발된  폼나게 먹자가 편성되기도 했다.

## MC 및 게스트
- MC : 차인표
- 게스트

| 회차       | 방송일           | 출연자 |
| ---------- | ---------------- | --- |
| 파일럿 1회 | 2012년 12월 28일 | 박찬호, 혜민스님 |
| 파일럿 2회 | 2013년 1월 1일   | 박찬호, 혜민스님 |
| 1회        | 2013년 3월 1일   | 김중만, 이현세, 박찬호, 혜민스님                                                                                                   |
| 2회        | 2013년 3월 8일   | 김중만, 이현세, 박찬호 강수진, 김미화, G-드래곤, 손연재                                                                            |
| 3회        | 2013년 3월 15일  | 강수진, 김미화, G-드래곤 |
| 4회        | 2013년 3월 22일  | 강수진, 김미화, G-드래곤 엄홍길, 은지원, 오상진                                                                                    |
| 5회        | 2013년 3월 29일  | 엄홍길, 은지원, 오상진 |
| 6회        | 2013년 4월 5일   | 백지영, 표창원, 리처드 용재 오닐                                                                                                   |
| 7회        | 2013년 4월 12일  | 차동엽, 허정무, 장서희, 이해인 |
| 8회        | 2013년 4월 19일  | 김성준, 김지수, 남희석 |
| 9회        | 2013년 4월 26일  | 이문세, 하지원, 서희태 |
| 10회       | 2013년 5월 3일   | 이문세, 하지원, 서희태, 이하이 박찬호, 김세진, 장서희, 표창원, 엄홍길, 차동엽, 정은지                                              |
| 11회       | 2013년 5월 17일  | 전현무, 정은지, 김세진, 데니스 홍                                                                                                  |
| 12회       | 2013년 5월 24일  | 염정아, 강레오, 지석진 |
| 13회       | 2013년 5월 31일  | 이효리, 이지연, 예은, 이상순 |
| 14회       | 2013년 6월 7일   | 이효리, 이지연, 예은, 이상순 유지태, 배수빈, 김준호, 이기찬, 준호                                                                  |
| 15회       | 2013년 6월 14일  | 유지태, 배수빈, 김준호, 이기찬, 준호 김성령, 김성경, 김종진, 전태관                                                                |
| 16회       | 2013년 6월 28일  | 오현경, 윤도현, 구자철, 기성용 |
| 17회       | 2013년 7월 5일   | 오현경, 윤도현, 구자철, 박찬호 표창원, 오상진, 전현무, 김세진, 김수영, 씨스타, 남호연 박지훈, 박은총, 후지타 사유리, 다이나믹 듀오 |
| 18회       | 2013년 7월 12일  | 신애라, 김지선, 강경헌, 붐 |
| 19회       | 2013년 7월 19일  | 신애라, 김지선, 강경헌, 김희아, 리처드 용재 오닐, 붐 하유미, 송창의, 하하                                                          |
| 20회       | 2013년 7월 26일  | 하유미, 송창의, 하하 |
| 21회       | 2013년 8월 2일   | 손현주, 문정희, 보아, 최시원 |
| 22회       | 2013년 8월 9일   | 손현주, 문정희, 보아, 최시원, 유해진, 박정률, 이병훈                                                                               |

## 시청률
| 회차       | 방송일           | 시청률     | 시청률    |
| 회차       | 방송일           | TNmS(전국) | AGB(전국) |
| ---------- | ---------------- | ---------- | --------- |
| 파일럿 1회 | 2012년 12월 28일 | 11.0%      | 11.4%     |
| 파일럿 2회 | 2013년 1월 1일   | 7.1%       | 7.4%      |
| 1회        | 2013년 3월 1일   | 5.2%       | 5.3%      |
| 2회        | 2013년 3월 8일   | 4.8%       | 5.3%      |
| 3회        | 2013년 3월 15일  | 5.6%       | 5.3%      |
| 4회        | 2013년 3월 22일  | 4.0%       | 3.7%      |
| 5회        | 2013년 3월 29일  | 4.4%       | 4.6%      |
| 6회        | 2013년 4월 5일   | 4.6%       | 5.0%      |
| 7회        | 2013년 4월 12일  | 3.4%       | 4.4%      |
| 8회        | 2013년 4월 19일  | 4.0%       | 4.1%      |
| 9회        | 2013년 4월 26일  | 3.6%       | 4.6%      |
| 10회       | 2013년 5월 3일   | 4.5%       | 5.3%      |
| 11회       | 2013년 5월 17일  | 4.3%       | 4.9%      |
| 12회       | 2013년 5월 24일  | 5.0%       | 5.4%      |
| 13회       | 2013년 5월 31일  | 6.6%       | 7.5%      |
| 14회       | 2013년 6월 7일   | 4.2%       | 5.9%      |
| 15회       | 2013년 6월 14일  | 5.1%       | 5.6%      |
| 16회       | 2013년 6월 28일  | 5.5%       | 5.1%      |
| 17회       | 2013년 7월 5일   | 4.6%       | 4.2%      |
| 18회       | 2013년 7월 12일  | 5.1%       | 4.8%      |
| 19회       | 2013년 7월 19일  | 5.1%       | 4.6%      |
| 20회       | 2013년 7월 26일  | 3.5%       | 3.6%      |
| 21회       | 2013년 8월 2일   | 5.7%       | 4.0%      |
| 22회       | 2013년 8월 9일   | 4.5%       | 4.1%      |

- TNmS와 AGB닐슨 미디어 리서치에서 공개한 표를 바탕으로 작성한 시청률이다. 빨간색 글씨는 최고 시청률, 파란색 글씨는 최저 시청률을 나타낸다.

## 결방
- 2013년 5월 10일 - <희망TV SBS>  편성[8]
- 2013년 6월 21일 - <올 댓 스케이트 2013> 편성